# Josip Rastko Močnik
Jósip Rástko Móčnik, slovenski sociolog, * 27. avgust 1944, Ljubljana. 

## Življenjepis
Josip Rastko Močnik (pogosteje se podpisuje samo z drugim osebnim imenom: Rastko Močnik)  je diplomiral leta 1968 na Filozofski fakulteti v Ljubljani iz sociologije in svetovne književnosti z literarno teorijo. V letih 1968/70 je bil časnikar pri dnevniku Delo. V letu 1969–1970 je študiral na podiplomskem študiju na École pratique des hautes études en sciences sociales v Parizu, v letih 1973–75 na École des hautes études en sciences sociales in študij dokončal 1976 pod mentorstvom Algirdasa Greimasa (doktorat 3. cikla iz lingvistike - literarne semiotike na Universite de Paris X (Nanterre) z delom L’Emploi de l’analyse semiotique dans la sociologie de la litterature). Leta 1983 je na Filozofski fakulteti v Ljubljani z delom Teoretska izhodišča za zgodovinsko-materialistično analizo literarne produkcije dosegel naziv doktorja socioloških znanosti in bil 1985/86 na podoktorskem izpopolnjevanju na University of California v Berkeleyu. Je zastopnik sociologije, ki izhaja iz marksizma in strukturalizma pod Althusserjevim vplivom; smeri, ki jo Močnik imenuje historični materializem. Od leta 1970 je bil zaposlen na Filozofski fakulteti v Ljubljani, od leta 1996/97 dalje kot redni profesor sociologije kulture in se tam 2014 upokojil. Zdaj predava na Fakulteti za medije in komunikacije v Beogradu.   
Raziskuje na področjih teorije ideologije, teorije diskurzov, teoretske sociologije, teoretske psihoanalize, semiotike, epistemologije humanističnih in družbenih ved. Uvedel je študij sociologije književnosti in teorije ideoloških mehanizmov. Izhaja mdr. iz znanstvenega spoznanja, da je mogoče družbene razsežnosti književnega dela raziskovati prek njegovih oblikovnih značilnosti, kar je utemeljil z analizo Prešernovih sonetov. Prevajal je strokovna besedila iz angleščine in zlasti francoščine (Lacan, Durkheim, Mauss).  Med letoma 1987 in 1989 je bil prorektor za študentske zadeve ljubljanske univerze. Predaval je na številnih univerzah in znanstvenih srečanjih v Evropi in ZDA, med drugim v Beogradu, Berkeleyu, Budimpešti, Dunaju, Frankfurtu, Grazu, Jyvaskili, Milanu, Novosibirsku, Parizu, Plovdivu, Pragi, Prištini, Sarajevu, Skopju, Sofiji, Stony Brooku, Trstu itn.
Bil je med ustanovnimi in vodilnimi člani Odbora za varstvo človekovih pravic (1988/89), kasneje pa tudi ZJDP/UJDI (Združenje za jugoslovansko demokratično pobudo) in prvi predsednik njene podružnice v Ljubljani; osnovni cilj te organizacije je bila »demokratična reintegracija Jugoslavije«. Javno je nasprotoval osamosvojitvi Slovenije in Demosu: »Z ustvarjanjem občutka ogroženosti, z netenjem vojne psihoze, z odcepitveno retoriko ustvarja propagandno zaporo in zbuja vtis, da država deluje - pod to krinko pa izvršuje skrajno problematičen družbeni prevrat.« Leta 1991 je med prvimi podpisal deklaracijo za mir, prav tako je nasprotoval članstvu Slovenije v zvezi NATO, v političnem življenju zrelih let pa je nastopal s stališč radikalne levice. Leta 2003 je postal aktiven član Foruma za levico. Nasprotuje tudi bolonjskemu procesu. 
Plovdivska univerza Pajsij Hilendarski mu je leta 2005 podelila doktorat honoris causa.

## Knjižne izdaje
- Mesečevo zlato: Prešeren v označevalcu, 1981
- Raziskave za sociologijo književnosti, 1983
- Beseda... besedo, 1985
- Extravagantia, (Studia humanitatis, Minora, 1). Ljubljana: [ŠKUC: Znanstveni inštitut Filozofske fakultete], 1993. 203 str., ilustr.   (COBISS)
- Das “Subjekt dem unterstellt wird zu glauben” und die Nation als eine Null-Institution, v: Denk-Prozesse nach Althusser, Hamburg 1994
- Extravagantia II : koliko fašizma?, (Studia humanitatis, Minora, 3). Ljubljana: ISH - Institutum studiorum humanitatis, 1995. 137 str. ISBN 961-6192-00-0. (COBISS) (hrv. prevod 1998)
- Alterkacije: Alternativni govori i ekstravagantni članci (Beograd, 1998)
- Teorija za denešno vreme. Levi-Strauss, Mauss, Durkheim (Skopje 1999)
- Feminizem/mi za začetnice/ke (urednik) (Extra zbirka). Ljubljana: Založba /*cf.: Društvo Mesto žensk, 2000. 174 str., fotogr. ISBN 961-6271-26-1. (COBISS)
- Teorija za politiko (Oranžna zbirka). Ljubljana: Založba /*cf., 2003. 205 str., graf. prikazi. ISBN 961-6271-52-0. (COBISS)
- 3 teorije: ideologija, nacija, institucija, 1999 Založništvo in izdelava Ljubljana : Založba /*cf., 1999 (Ljubljana : Optima),190 str. Oranžna zbirka
- 3 teorije : institucija, nacija, država, (Edicija Vesela nauka, 2003, 2). Beograd: Centar za savremenu umetnost, 2003. XIX, 217 str., graf. prikazi. ISBN 86-84273-01-X. (COBISS)
- Svetovno gospodastvo in revolucionarna politika, 2006
- Julija Primic v slovenski književni vedi, (Sophia, 2006) (COBISS)
- Veselje v gledanju, 2007
- Spisi iz humanistike, 2009 (537 strani)
- Javni dolg: kdo komu dolguje (urednik z Majo Breznik)
- Potepuški spisi: od Prešerna do Ricarda, 2016